# عرجون سنغالي
عرجون سنغالي (الاسم العلمي: Podaxis senegalensis)، نوع من الفطريات تتبع فصيلة الغاريقونية. وصف في 1809.